# Lhota u Vsetína
Lhota u Vsetína – gmina w Czechach, w powiecie Vsetín, w kraju zlińskim. Według danych z dnia 1 stycznia 2012 liczyła 776 mieszkańców.
Zobacz też:
- Lhota